# زلزال سانريكو 1896
زلزال سانريكو 1896 هو زلزالٌ وقعَ في سانريكو ‏ في اليابان بتاريخ 1896. بلغت شدتهُ 8.5 على مقياس درجة العزم،